# الحامول (مصر)
الحامول هي مدينة مصرية تقع في أقصى شمال مصر، وتتبع محافظة كفر الشيخ إدارياً، والمدينة عاصمة مركز الحامول أكبر مراكز المحافظة والذي يحده من الشمال مركز بلطيم وبحيرة البرلس ومن الشرق مركز بيلا وجنوبا مركزي بيلا وكفر الشيخ وغربا كفر الشيخ والرياض.

## سبب التسمية
سميت الحامول بهذا الاسم نسبة إلى نبات الحامول الموجود في بحيرة البرلس.

## تاريخ
كانت تتبع قديما مركز شربين والكفر الشرقي تتبع مركز طلخا التابعان لميديرية الغربية آن ذاك ثم انشأت محافظة كفر الشيخ وتكون مركز بيلا عام 1938الذي أصبحت تابعه له وكانت تتكون من مجموعة عزب (نجوع)وتسمى حامول البراري فهي أصل إقليم البراري مثل حامول السعيد وحامول العرب وتريان والحلآفي الصغرى (التي تتبع عمودية الكفر الشرقي حتى الآن). ثم توسعت هذه العزب لتتصل ببعضها مكونة مدينة الحامول والتي أصبحت مركزا مستقلا بعض فصله عن مركز بيلا عام 1978

## الاقتصاد
مركز الحامول هو مركز زراعي بالأساس ويوجد به أيضاً أكبر تجمع للمزارع السمكية العذبة، وبعض نواحيه يعملون في صيد الأسماك من بحيرة البرلس، كذلك يوجد به مصنع سكر البنجر (شركة الدلتا للسكر) والذي يعتبر أكبر مصنع لإنتاج سكر البنجر في الشرق الأوسط.

## السكان
حسب التعداد السكاني لعام 2012، بلغ إجمالي سكان مدينة الحامول 280311 نسمة.

## قرى الحامول
مدينة الحامول عاصمة المركز، الذي يضم 8 قرية رئيسية وهي التفتيش، الأبعادية، كوم الحجر، البنا، غرب تيرة، السحايت،الزعفران، الكفر الشرقي وكوبري سبعة - تحت الأنشاء - و61 عزبة.